# Mètre par seconde carrée
Le mètre par seconde carrée, de symbole m s−2 ou m/s2, est l'unité dérivée d'accélération du Système international.

## Définition
Cette unité mesure l'accélération d'un mobile animé d'un mouvement uniformément varié, dont la vitesse varie, en une seconde, d'un mètre par seconde.

## Caractère Unicode
Un symbole du mètre par seconde carrée est encodé par Unicode, principalement pour un usage avec les caractères chinois, au point de code U+33A8 ㎨ m sur s carré disposé en carré  ❰ ㎨ ❱.

## Unitéshomogènesau mètre par seconde carrée
En géodésie et en géophysique, on lui préfère le gal (symbole Gal), unité CGS valant 1 centimètre par seconde carrée. Par exemple, l'intensité de la pesanteur à Paris est d'environ 9,81 mètres par seconde carrée, soit 981 gals.
On trouve aussi le newton par kilogramme (N kg−1), homogène au mètre par seconde carrée ({\displaystyle \mathrm {N\ kg^{-1}=kg\ m\ s^{-2}\ kg^{-1}=m\ s^{-2}} }), qui est plus utilisé pour mesurer un champ de pesanteur.